# Daniel Sheldon Norton

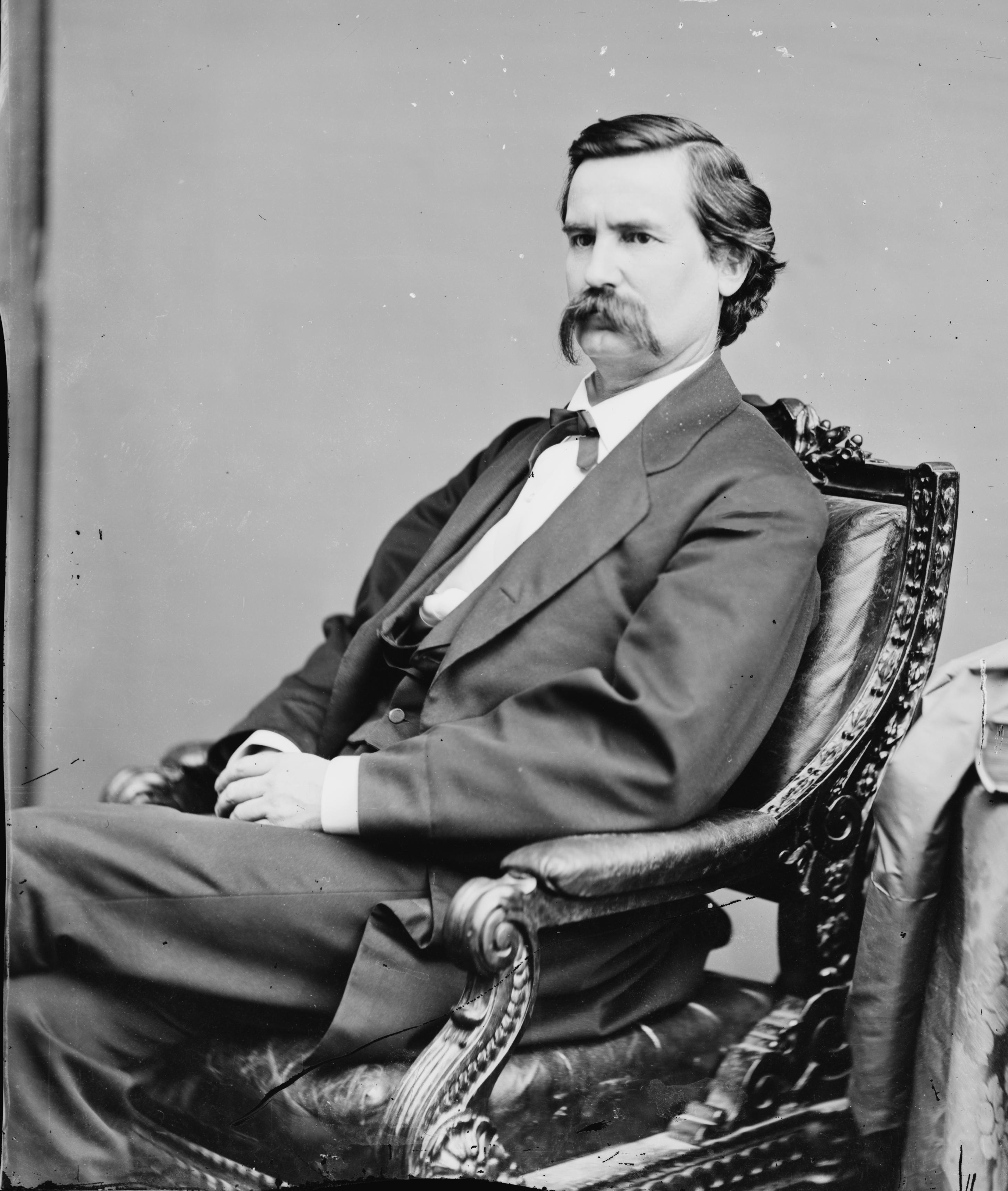
Daniel Sheldon Norton

Daniel Sheldon Norton (* 12. April 1829 in Mount Vernon, Ohio; † 13. Juli 1870 in Washington, D.C.) war ein US-amerikanischer Politiker, der den Bundesstaat Minnesota im US-Senat vertrat.

## Leben

### Frühes Leben
Daniel Norton genoss eine gute Ausbildung am Kenyon College in Gambier (Ohio) und diente als junger Mann, zwischen 1846 und 1848, als Infanterist im Mexikanisch-Amerikanischen Krieg. Nach seiner Rückkehr nach Ohio studierte Norton die Rechtswissenschaften und sammelte zwischen 1850 und 1851 praktische Erfahrungen unter anderem in Kalifornien und Nicaragua. 1852 wurde er in die Anwaltskammer aufgenommen. Im selben Jahr zog er nach Minnesota, wo er zunächst in St. Paul und ab 1856 in Winona als Anwalt tätig war.

### Politische Karriere
1857 wurde Norton, der Mitglied der Republikanischen Partei war, ins Repräsentantenhaus von Minnesota gewählt, wo er bis 1860 einen Sitz innehatte. Ferner saß er von 1861 bis 1864 im Senat von Minnesota.
Bei Ausbruch des Bürgerkrieges schlug er sich auf die Seite der Nordstaaten und kandidierte 1864 erfolgreich für einen Sitz im US-Senat. Norton, der sein neues Amt am 4. März 1865 antrat, sollte es nur fünf Jahre bekleiden. In dieser Funktion vertrat er Minnesota 1866 auf dem Nationalkonvent in Philadelphia.
Er starb im Juli 1870, im Alter von erst 41 Jahren.